# Thijsje Oenema
Thijsje Oenema, née le 6 juin 1988 à Heerenveen, est une patineuse de vitesse néerlandaise. 

## Biographie
Elle a pris part au 500 m des Jeux olympiques de 2010 qu'elle achève au 15e rang.
En 2012, elle est médaillée de bronze sur le 500 mètres aux Championnats du monde simple distance. En 2013, Lors des Championnats du monde de sprint, elle prend la quatrième place.

## Palmarès

### Championnats du monde simple distance
- Médaille de bronze du 500 m en 2012

### Coupe du monde
- 7 podiums individuels.